# Episodi di The Ranch (terza stagione)
La terza stagione della serie televisiva The Ranch, composta da 20 episodi, viene distribuita su Netflix in due parti; la prima (o quinta) il 15 giugno 2018, mentre la seconda (o sesta) il 7 dicembre 2018.
| n°      | Titolo originale                   | Pubblicazione   |                 |
| Parte 5 | Parte 5                            | Parte 5         |                 |
| ------- | ---------------------------------- | --------------- | --------------- |
| 1       | Starting Over Again                | 15 giugno 2018  | 15 giugno 2018  |
| 2       | It's All Wrong, But It's All Right | 15 giugno 2018  | 15 giugno 2018  |
| 3       | A Gamble Either Way                | 15 giugno 2018  | 15 giugno 2018  |
| 4       | Baby I'm Burning                   | 15 giugno 2018  | 15 giugno 2018  |
| 5       | Travelin' Prayer                   | 15 giugno 2018  | 15 giugno 2018  |
| 6       | Tie Our Love (In a Double Knot)    | 15 giugno 2018  | 15 giugno 2018  |
| 7       | Telling Me Lies                    | 15 giugno 2018  | 15 giugno 2018  |
| 8       | Fresh Out of Forgiveness           | 15 giugno 2018  | 15 giugno 2018  |
| 9       | It Ain't Fair that It Ain't Right  | 15 giugno 2018  | 15 giugno 2018  |
| 10      | Change                             | 15 giugno 2018  | 15 giugno 2018  |
| Parte 6 |                                    |                 |                 |
| 11      | When It All Goes South             | 7 dicembre 2018 | 7 dicembre 2018 |
| 12      | Reckless                           | 7 dicembre 2018 | 7 dicembre 2018 |
| 13      | If I Could Just See You Now        | 7 dicembre 2018 | 7 dicembre 2018 |
| 14      | Changes Comin' on                  | 7 dicembre 2018 | 7 dicembre 2018 |
| 15      | Born Country                       | 7 dicembre 2018 | 7 dicembre 2018 |
| 16      | Pass It on Down                    | 7 dicembre 2018 | 7 dicembre 2018 |
| 17      | Give Me One More Shot              | 7 dicembre 2018 | 7 dicembre 2018 |
| 18      | Keep on Dreamin'                   | 7 dicembre 2018 | 7 dicembre 2018 |
| 19      | Down This Road                     | 7 dicembre 2018 | 7 dicembre 2018 |
| 20      | We Can't Love Like This Anymore    | 7 dicembre 2018 | 7 dicembre 2018 |